# Адріано Бернардіні
Його Високопреосвященство Адріа́но Бернарді́ні (італ. Adriano Bernardini, нар. 13 серпня 1942, П'яндімелето, Італія) — італійський римо-католицький архієпископ, ватиканський дипломат, Апостольський Нунцій в Італії та Республіці Сан-Марино.

## Біографічні дані

31 березня 1968 року Адріано Бернардіні прийняв священиче рукоположення з рук кардинала Еджідіо Ваньоцці для Римської дієцезії. З 1970 року почав готуватись до дипломатичної служби Святого Престолу, навчаючись у Папській церковній академії.
20 серпня 1992 року Папа Римський Іван Павло ІІ призначив Адріано Бернардіні апостольським нунцієм в Бангладеші, надавши йому сан титулярного архієпископа Фалерійського. 15 листопада 1992 року відбулася його єпископська хіротонія (головним святителем був кардинал Анджело Содано, тогочасний державний секретар Святого Престолу).
15 червня 1996 року Іван Павло II призначив Адріано Бернардіні нунцієм на Мадагаскарі і, одночасно, акредитованим нунцієм на Маврикії та Сейшельських островах.
24 липня 1999 року призначений нунцієм в Таїланді, Сингапурі і Камбоджі, а також апостольським делегатом у М'янмі, Малайзії, Лаосі і Брунеї.
26 квітня 2003 року Іван Павло II призначив його нунцієм в Аргентині.
15 листопада 2011 року призначений нунцієм в Італії та Республіці Сан-Марино.